# Pleurocrypta microbranchiata
Pleurocrypta microbranchiata är en kräftdjursart som beskrevs av Georg Ossian Sars 1898. Pleurocrypta microbranchiata ingår i släktet Pleurocrypta och familjen Bopyridae. Arten är reproducerande i Sverige. Inga underarter finns listade i Catalogue of Life.